# Mamie Gummer
Mary Willa „Mamie” Gummer (New York, 1983. augusztus 3. –) amerikai színpadi, film- és televíziós színésznő.
Édesanyja, Meryl Streep révén már 20 hónaposan debütált a filmvásznon.

## Fiatalkora és családja
1983. augusztus 3-án született New Yorkban. Édesanyja Meryl Streep színésznő, édesapja Don Gummer szobrászművész. Három testvére van: egy bátyja, Henry Wolfe Gummer zenész, valamint két húga, Grace Jane Gummer színésznő és Louisa Jackobson Gummer modell.
Connecticut államban, Salisbury külvárosában nőtt fel, de öt évig Los Angelesben is éltek.

## Pályafutása
Anyja foglalkozásának köszönhetően 20 hónaposan debütált a filmvásznon. A Féltékenység című filmben szerepelt együtt édesanyjával, és Jack Nicholsonnal, de stáblistán Natalie Sternként szerepelt, hogy ne keltsék fel a sajtó figyelmét. Fiatal kora ellenére a The New York Times pozitívan írt róla. A Miss Porter's School magániskolában tanult, majd a kenti iskolában érettségizett. A Northwestern Egyetemre járt, ahol 2005-ben diplomázott színház és kommunikáció szakon. Még ebben az évben megtörtént színházi debütálása a Mr. Marmelade című darabban, melyben Michael C. Hall mellett szerepelt, és amiért Theatre World Díjat kapott.
2006-ban a The Water’s Edge darabban szerepelt a New York-i Second Stage Színházban, Kate Burton és Tony Goldwyn mellett. A Theresa Rebeck által rendezett darabban nyújtott alakításáért Lucielle Lortel Díjra jelölték.
Felnőttként Lasse Hallström 2006-os Beugratás című vígjáték-drámájában debütált a mozivásznon, melyben Richard Gere és Marcia Gay Harden oldalán játszott. A szakmai áttörésre 2007-ben került sor az Este című Susan Minot regényadaptációban, melyben édesanyja karakterének fiatalkori énjét alakította. A filmet Koltai Lajos rendezte, és többek között Glenn Close, Vanessa Redgrave és Claire Danes is feltűnik benne. 2008-ban szerepelt A sereg nem enged című filmben. Sally Adamsként tűnt fel az Amerikai Egyesült Államok második elnökének életét bemutató John Adams című HBO minisorozatban.
2008-ban debütált a Broadwayen, méghozzá a Veszedelmes viszonyokban, játékát elismerték a kritikusok. 2009-ben ragyogó kritikákat kapott a Ványa bácsi című Csehov darabban nyújtott alakításért, melyben Maggie Gyllenhaal is szerepelt. Ezzel elnyerte második Lucille Lortel Díj jelölését. Nancy Crozier alakjában többször is vendégszerepelt a CBS A férjem védelmében című jogi drámasorozatában.
2010-ben Ruth Lowell-t alakította a The Lightkeepers-ben, melyben Richard Dreyfuss, Tom Wisdom, Blythe Danner, és Bruce Dern is feltűntek. 2011-ben az ABC Dzsungeldokik című orvosi sorozatában játszott Zach Gilford és Valerie Cruz oldalán. A sorozat Jenna Bans és Shonda Rhimes nevéhez köthetők. 2011 áprilisában Hamish Linklater és Alison Fraser oldalán játszott a David Ives által írt The School For Lies című darabban, melyet Walter Bobbie rendezett.
2012-ben főszerepet kapott a CW Emily doktornő című sorozatában. A műsort pár rész után elkaszálták, de úgy döntöttek, levetítik a már elkészült 13 részt, melyre sor került, így az utolsó epizódot 2013 tavaszán láthatták a nézők. Szintén ebben az évben kisebb szerepet kapott a Mellékhatások című filmben. 2014-ben megkapta az Echo Park című film főszerepét illetve a The Money című sorozat egyik mellékszerepét is. Szintén szerepelt a Jennifer Aniston főszereplésével készült Boldogság bármi áron című filmben. (2)
2015-ben ismét együtt játszott édesanyjával a Dübörög a szív című zenés drámában, amelyben Streep filmbeli karakterének lányát alakította, illetve szerepet kapott a WGN Manhattan című sorozatában is.

## Magánélete
Benjamin Walker 2009 októberében, másfél évnyi együttjárás után jegyezte el. A pár 2011 júliusában házasodott össze Gummer szüleinek Connecticuti birtokán.
2013 márciusában megerősítették, hogy békés körülmények között szakítottak, majd nem sokkal később el is váltak.

## Filmográfia

### Film
| Év   | Magyar cím            | Eredeti cím                    | Szerep            | Magyar hang       |
| ---- | --------------------- | ------------------------------ | ----------------- | ----------------- |
| 1986 | Féltékenység          | Heartburn                      | Annie             |                   |
| 2006 | Beugratás             | The Hoax                       | Dana              | Lamboni Anna      |
| 2007 | Este                  | Evening                        | Lila Wittenborn   | Mezei Kitty       |
| 2008 | A sereg nem enged     | Stop-Loss                      | Jeanie            | Nagy Rita         |
| 2008 | Gyémánt könnyek       | The Loss of a Teardrop Diamond | Julie Corleone    |                   |
| 2009 | Woodstock a kertemben | Taking Woodstock               | Tisha             | Vadász Bea        |
| 2009 | A világítótorony őrei | The Lightkeepers               | Ruth              | Szávai Viktória   |
| 2010 | Az edző               | Coach                          | Stella            |                   |
| 2010 |                       | Twelve Thirty                  | Maura             |                   |
| 2010 | A kórterem            | The Ward                       | Emily             |                   |
| 2013 | Életmentő             | The Lifeguard                  | Mel               | Vadász Bea        |
| 2013 |                       | He's Way More Famous Than You  | önmaga            |                   |
| 2013 | Mellékhatások         | Side Effects                   | Kayla Millbank    |                   |
| 2014 | Boldogság bármi áron  | Cake                           | Bonnie            |                   |
| 2014 |                       | Echo Park                      | Sophie            |                   |
| 2015 | A turné vége          | The End of the Tour            | Julie             |                   |
| 2015 | Dübörög a szív        | Ricki and The Flash            | Julie Brummel     | Nemes Takách Kata |
| 2018 |                       | An Actor Prepares              | Annabelle         |                   |
| 2018 |                       | Out of Blue                    | Jennifer Rockwell |                   |
| 2021 |                       | Separation                     | Maggie Vahn       |                   |

### Televízió
| Év        | Magyar cím                         | Eredeti cím        | Szerep               | Megjegyzések           |
| --------- | ---------------------------------- | ------------------ | -------------------- | ---------------------- |
| 2008      | John Adams                         | John Adams         | Sally Smith Adams    | minisorozat (3 epizód) |
| 2010–2015 | A férjem védelmében                | The Good Wife      | Nancy Crozier        | 8 epizód               |
| 2011      | Dzsungeldokik                      | Off the Map        | Dr. Mina Minard      | 13 epizód              |
| 2011      | Szellemdoktor                      | A Gifted Man       | Gemma                | 1 epizód               |
| 2012      | The Big C – A nagy C               | The Big C          | Maxine Cooper        | 3 epizód               |
| 2012–2013 | Emily doktornő                     | Emily Owens, M. D. | Emily Ownes          | 13 epizód              |
| 2014      | Sherlock és Watson                 | Elementary         | Margaret Bray        | 1 epizód               |
| 2014      |                                    | The Money          | Tricia Castman       | tévéfilm               |
| 2015      | Manhattan                          | Manhattan          | Nora                 | 6 epizód               |
| 2016      |                                    | The Collection     | Helen Sabine         | 8 epizód               |
| 2018      | Robotcsirke                        | Robot Chicken      | Carly (hangja)       | 1 epizód               |
| 2018      | Castle Rock                        | Castle Rock        | Matthew Deaver anyja | 1 epizód               |
| 2018–2021 | Diane védelmében                   | The Good Fight     | Nancy Crozier        | 2 epizód               |
| 2019      | True Detective – A törvény nevében | True Detective     | Lucy Purcell         | 4 epizód               |
| 2020      |                                    | The Right Stuff    | Jerrie Cobb          | 2 epizód               |
| 2020–2024 | Zeusz vére                         | Blood of Zeus      | Élektra (hangja)     | 7 epizód               |
| 2022      |                                    | DMZ                | Rose                 | minisorozat (1 epizód) |

## Színházi szerepek
| Év        | Magyar cím            | Eredeti cím                            | Szerep              |
| --------- | --------------------- | -------------------------------------- | ------------------- |
| 2003      |                       | The Laramie Project                    | ismeretlen szerep   |
| 2004      |                       | 12 Volt Heart                          | ismeretlen szerep   |
| 2004      |                       | The House of Blue Leaves               | Bananas Shaughnessy |
| 2005–2006 |                       | Mr. Marmalade                          | Lucy                |
| 2006      |                       | The Water's Edge                       | Erica               |
| 2007      |                       | The Autumn Garden                      | Sophie Tuckerman    |
| 2007      |                       | Desdemona: A Play about a Handkerchief | ismeretlen szerep   |
| 2008      | Veszedelmes viszonyok | Les Liaisons Dangereuses               | Cécile Volanges     |
| 2008      |                       | Hunting and Gathering                  | Bess                |
| 2009      | Ványa bácsi           | Uncle Vanya                            | Sonya               |

## Díjak és jelölések
- elnyert díj – Theatre World Díj (2006), legjobb női mellékszereplő (Mr. Marmalade)
- jelölés – Lucille Lortel Díj (2007), legjobb női főszereplő (The Water's Edge)
- jelölés – Lucille Lortel Díj (2009), legjobb női főszereplő (Ványa bácsi)